# Tlacotzontli

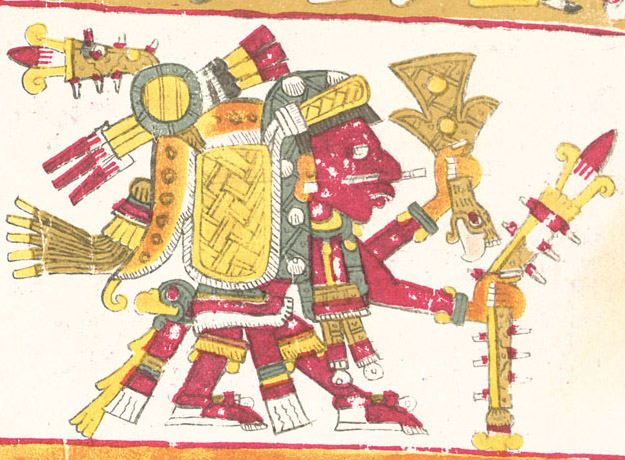
Un dessin de Tlacotzontli, l'une des divinités décrites dans le Codex Borgia

Tlacotzontli (« demi-chevelure » ou « cheveu de tige », également appelé Tlacatotontli, « tige chaude, sèche ») dans la mythologie aztèque, est le dieu du chemin, c'est-à-dire des voyageurs et des marchands (pochteca), comme les dieux Zacatzontli, Ce Coati Utli Melaoac et Yacatecuhtli.
Sahagún a décrit dans son Histoire générale des choses de la Nouvelle Espagne les offrandes et rituels, notamment d'autosacrifice, pratiqués par les voyageurs afin que Tlacotzontli et Zacatzontli leur accordent un voyage favorable :
« Ils coupaient du papier en forme de serpents et de papillons et en recouvraient le bâton en roseau solide utilisé par les marchands sur leur chemin. Ils ne brûlaient jamais ces papiers, car ils recouvraient le bâton. Après avoir disposé leurs offrandes au milieu de la maison, ils se plaçaient devant le feu et étêtaient les cailles. Après avoir offert les cailles au feu, ils se saignaient les oreilles avec des lames d'obsidienne et certains se perçaient également la langue. Lorsque le sang coulait, ils le prenaient dans leurs mains et disaient Teunappa, puis ils le jetaient quatre fois dans le feu et éclaboussaient les papiers qui s'y trouvaient. Cela fait, ils sortaient dans la cour et lançaient leur sang vers le ciel, en le plaçant sur l'ongle du majeur, en le pressant avec le pouce. On répétait cette opération quatre fois, en lançant le sang vers les quatre points cardinaux. Ensuite, ils l'étalaient sur des papiers disposés dans la cour., »